# Argumentationsfunktion

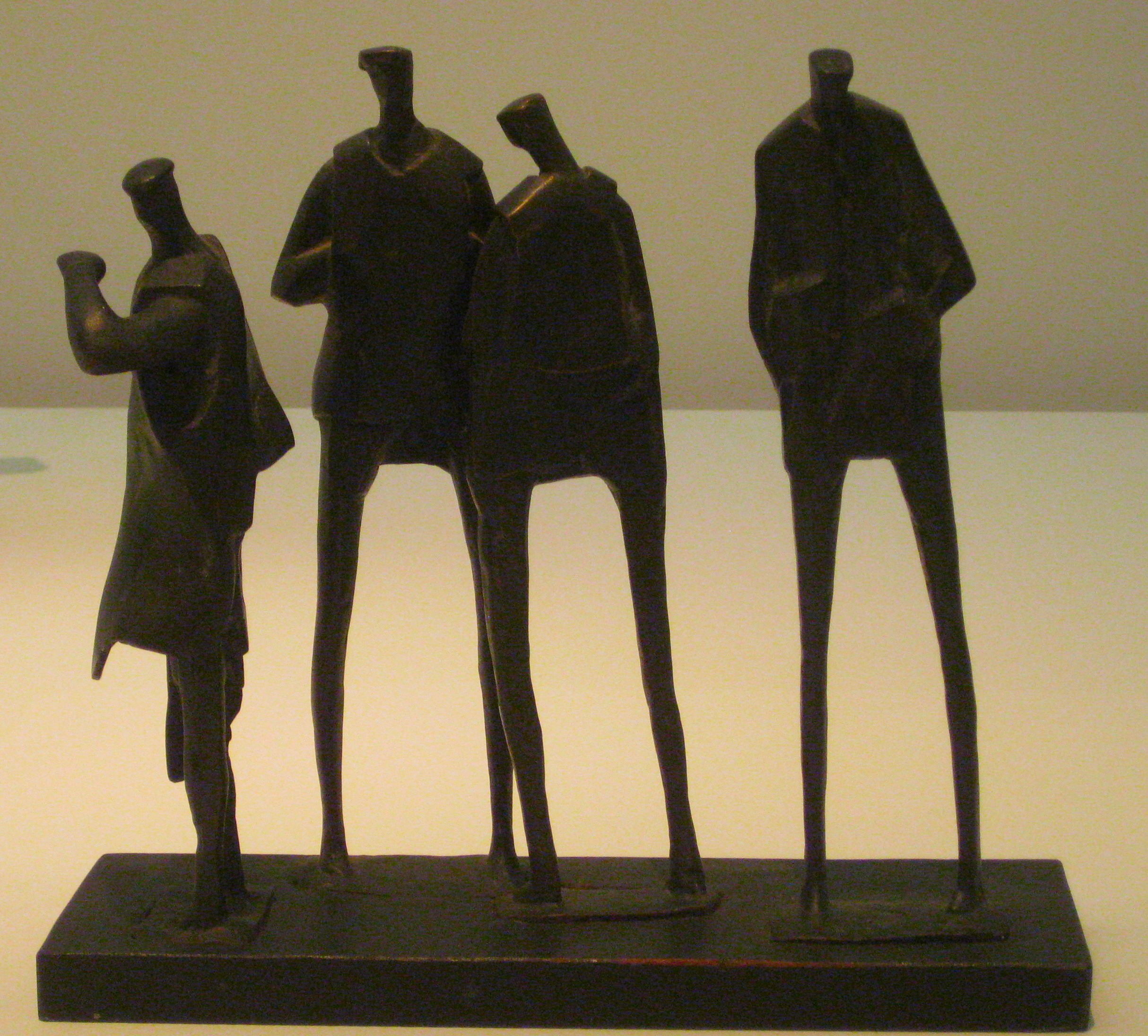
Das Argument von Austin Wright. Bronzeguss 2013.

Die funktionale Unternehmensbewertung gliedert sich hauptsächlich in Entscheidungsfunktion, Vermittlungsfunktion und Argumentationsfunktion. Resultat der Argumentationsfunktion ist der Argumentationswert. Der Argumentationswert ist ein der Verhandlungstaktik dienender parteiischer Wert, der vor dem Kauf beziehungsweise Verkauf eines Unternehmens oder von Anteilen an einem Unternehmen den Parteien dazu dient, entweder ihre eigene Position zu stärken oder die des Verhandlungspartners zu schwächen. Im weitesten Sinne umfasst der Argumentationswert die Gesamtheit aller Begründungen, die Käufer oder Verkäufer bei konfliktären Verhandlungen vorbringen, um die Lösung des Verhandlungskonflikts in ihrem Sinne zu lösen. Damit dieser Zweck erfüllt wird, muss der Argumentationswert offengelegt werden. In diesem Sinne sind Bewertungsgutachten, die vom Käufer oder Verkäufer kundgetan werden, Argumentationswerte.
Der Unternehmenswert wird von der Preisuntergrenze des Verkäufers und der Preisobergrenze des Käufers bestimmt wird. Der Bereich zwischen diesen beiden Schwellenwerten ist der Argumentationsspielraum der Verhandlungsparteien. Diese Bandbreite der Handlungsmöglichkeiten und Handlungsbeschränkungen der Parteien wird konkret als Einigungsbereich oder allgemein als Entscheidungsfeld bezeichnet. Den Konfliktparteien muss die eigene Preisgrenze bekannt sein, sie müssen sie beachten und sie brauchen von der Preisgrenze ihres jeweiligen Verhandlungspartners eine hinreichend genaue Vorstellung.

## Gesamtheit aller Argumente
In der Regel ist der Argumentationswert keine einzelne Wertgröße, sondern die Gesamtheit aller subjektiven Argumente einer Verhandlungspartei. Bei der Verwendung entsprechender Begründungen stehen pragmatische Aspekte im Vordergrund, wie die Möglichkeit der Anknüpfung für eigene Argumente oder die Widerlegung beziehungsweise Schwächung gegnerischer Argumentationen. Im Rahmen der funktionalen Unternehmensbewertung fehlt es noch weitgehend an einer modelltheoretischen Fundierung der Argumentationsfunktion.
Sofern die in den Verhandlungsprozess eingebrachten Argumente eine Veränderung des Entscheidungsfeldes bewirken, sind sie konfliktlösungsrelevant. Dabei werden originäre von derivativen Faktoren unterschieden. Als originär gelten Sachverhalte, die Inhalt der Einigungslösung zwischen Käufer und Verkäufer sind. In der Regel wirken sie sich direkt auf die Höhe des Preises für das Unternehmen aus. Derivative Faktoren dienen dazu, originäre Sachverhalte zu erläutern oder festzulegen. In einfach strukturierten Verhandlungen ist die Preishöhe der einzige originäre Sachverhalt, der für die Lösung des Konfliktes relevant ist. Aber im Allgemeinen bestimmt die Gesamtheit aller Argumente, die dem Käufer oder dem Verkäufer in seiner Verhandlungsführung nützen, den Argumentationswert.

## Kritik
Die Argumentationsfunktion der Unternehmensbewertung kann als beratungsorientiert betrachtet werden und ist somit eine Basisfunktion der Bewertung im Rahmen von Unternehmenstransaktionen. Der Berufsstand der Wirtschaftsprüfer sieht seine Bewertungsaufgabe zwar in der Beratung, jedoch im Wesentlichen als neutraler Gutachter, „weil Wirtschaftsprüfer häufig im Rahmen von Bewertungsanlässen tätig werden, die unabhängig vom Willen der betroffenen Eigentümer erfolgen und an besondere gesetzliche Normen gebunden sind, wie z. B. Fälle der Festsetzung eines angemessenen Ausgleichs oder von Abfindungen. Solche Anlässe erfordern eine gewisse Objektivierbarkeit des Unternehmenswerts, da der zu ermittelnde Wert verschiedenen Interessengruppen in gleicher Weise gerecht werden soll“. Wegen dieses vom Institut der Wirtschaftsprüfer verfolgten Konzeptes des objektivierten Unternehmenswertes wird die Argumentationsfunktion als nicht mit dem Berufsstand vereinbar angesehen. Zumal, wenn der Argumentationswert als ein Instrument zur Beeinflussung des Verhandlungspartners betrachtet wird. In seiner Beratungsfunktion beschränkt sich der Wirtschaftsprüfer darauf, für seinen Mandanten die obere beziehungsweise die untere Grenze der Konzessionsbereitschaft zu ermitteln: Was sein Mandant als Investor für ein Unternehmen höchstens bezahlen sollte oder was er als Verkäufer mindestens fordern muss.
Argumentationswerte werden nicht erkennbar als solche in den Verhandlungsprozess eingeführt, sondern als vermeintliche Entscheidungs- oder Arbitriumwerte. In diesem Zusammenhang spricht wird vom Merkmal der Tarnung gesprochen. Der durch die Argumentationsfunktion ermittelte parteiische Wert eines Unternehmens stellt kein Instrument der Übervorteilung dar, sofern Käufer und Verkäufer ihre eigenen Entscheidungswerte kennen und beachten. Die Beeinflussungsabsicht der Argumentationsfunktion besagt, dass durch den Argumentationswert beim Verhandlungspartner eine Veränderung des Verhaltens angestrebt wird. Dies geschieht mit dem Ziel einer für beide Seiten tragbaren Lösung des Verhandlungskonflikts. Argumentationswerte haben also drei Haupteigenschaften: Tarnung, Parteienbezogenheit und Konfliktlösungsorientierung.
Bei unternehmerischen Entscheidungen können Argumentationswerte der Absicherung und Rechtfertigung dienen. Besonders deutlich wird das im Rahmen der Fairness Opinion.

## Argumentationswerte auf der Basis von Bewertungsmodellen
Innerhalb der Systematik der funktionalen Unternehmensbewertung erfolgt die Ermittlung des Argumentationswerts aus der Sicht eines Käufers beziehungsweise Verkäufers in drei Schritten:
1. Ermittlung des eigenen Entscheidungswerts und Entwicklung einer Vorstellung vom Entscheidungswert des Gegenspielers.
2. Auswahl der Argumente (Begründungen) und entsprechende Argumentationswertermittlung.
3. Verwendung der Argumente im Verhandlungsprozess.

Eine Argumentationsstrategie kann darin bestehen, den eigenen Vorschlag zur Lösung des Verhandlungskonflikts durch ein modelltheoretisch entwickeltes Bewertungsverfahren zu untermauern. Dies setzt voraus, dass die Konfliktpartei das gewählte Verfahren genau kennt und insbesondere weiß, wie sich Konzessionen bei einem derivativen Sachverhalt auf die Höhe des Preisgebots auswirken. Als Basis der Argumentationsfunktion kommen das Ertragswertverfahren nach IDW S1, die verschiedenen Discounted Cash-Flow Verfahren, sowie die Methoden der Plausibilisierung von Vergleichswerten, zum Beispiel das Multiplikatorverfahren, in Betracht.

## Argumentationswerte auf der Basis von Gutachten
Verhandlungsparteien begründen ihr Preisgebot häufig durch die Vorlage eines Bewertungsgutachtens, um die Glaubwürdigkeit des in die Verhandlungen eingebrachten Unternehmenswerts zu erhöhen. Eine auf die Argumentationsfunktion bezogene empirische Analyse aus dem Jahre 2007 kam zu folgenden Ergebnissen:
- Mehr als 75 % der antwortenden Unternehmen begründen ihre Angebote „häufig“ oder „sehr häufig“ mit Gutachten.
- Mehr als 65 % gaben an, dass die Angebote der Verhandlungsgegner „häufig“ oder „sehr häufig“ durch Gutachten gestützt werden sollen.
- Fast 95 % der Befragten antworteten, dass im Hinblick auf die Argumentationsfunktion „häufig“ oder „sehr häufig“ eigene Mitarbeiter Unternehmensbewertungen durchführen oder Bewertungsgutachten erstellen.
- Nahezu 40 % der befragten Unternehmen gaben an, dass sie Bewertungsgutachten „häufig“ oder „sehr häufig“ von einem Wirtschaftsprüfer erstellen lassen.

Wirtschaftsprüfer müssen gemäß § 17 Wirtschaftsprüferordnung Gutachten unparteiisch erstatten. Im Hinblick auf diesen Berufsgrundsatz verbindet die Partei, die das Bewertungsgutachten eines Wirtschaftsprüfers zur Argumentation einsetzt die Erwartung, dass ihr Verhandlungspartner das Bewertungsergebnis als sachlich richtig anerkennt.